# 西溪北極殿
西溪北極殿，古名上帝廟，臺灣澎湖縣湖西鄉廟宇，林投澚角頭廟，西溪村公廟，主祀玄天上帝，法師流派為「普庵派」。:137、144

## 沿革
湖西鄉西溪村位於太武山北麓，村名起源史書無載，但根據後世學者調查；太武山高丘處匯流下一條水溝，水溝的溪流往北流經至紅羅村入海，而西溪聚落正位於此水溝西側，故可推測聚落名稱可結合周遭自然環境之地形而成。西溪村自清領時期歸屬於澎湖十三澳中的「林投澳」，而聚落大廟「西溪北極殿」則是林投澳中地理位置最偏北的角頭廟。:136
西溪北極殿在日治時期的1898年度的〈48年調查表〉中，廟名最初被記載作「上帝廟」。其確切建廟時間不考，根據生於大正12年（1923年）的法師陳根条口述表示：「推估北極殿建於乾隆十年（1745年）前後。」而若以廟中高懸「錫我鴻庥」匾，落款年份為乾隆32年（1767年）為佐證，則可推定西溪北極殿1764年之前便已存在。後於同治三年（1864年），又有修建紀錄。:137
西溪舊廟原坐北朝南，廟身正向太武山，廟埕兩畔種植兩株古榕大樹，常年青翠如茵。大正元年（1912年），諸鄉紳以村廟破舊，奉告神明重修，恭請殿內精通地理的金府千歲下壇展現神蹟，村民獲得指示，新廟坐位轉坎位至乾位（坐西北朝東南），而主持重建工程的民眾在神明前擲筶，高軒、鄭石頭、高真、王自元等鄉賢獲選出任董事，此外建廟所有勞役均由村民輪替捐輸，大正二年（1913年）新廟落成，順利入火安座，僅斥資日幣一千四佰餘元。
第二次世界大戰期間，西溪北極殿於昭和20年（1945年）增建的左廊廂屋，被日本政府徵用為「國語（日本語）講習所」。戰後，曾暫作為湖西初級中學（湖西國中前身）校舍，亦被國軍進駐做棲身之地，後遭遇大火損毀，軍方在民國57年（1968年）整建之後便歸還公廟。

## 建築
西溪北極殿現今佔地面積107.89坪，建築外觀奠基於民國57年（1968年）的重建工程；爾後的民國61年（1972年）、民國75年（1986年）間皆有修建紀錄。

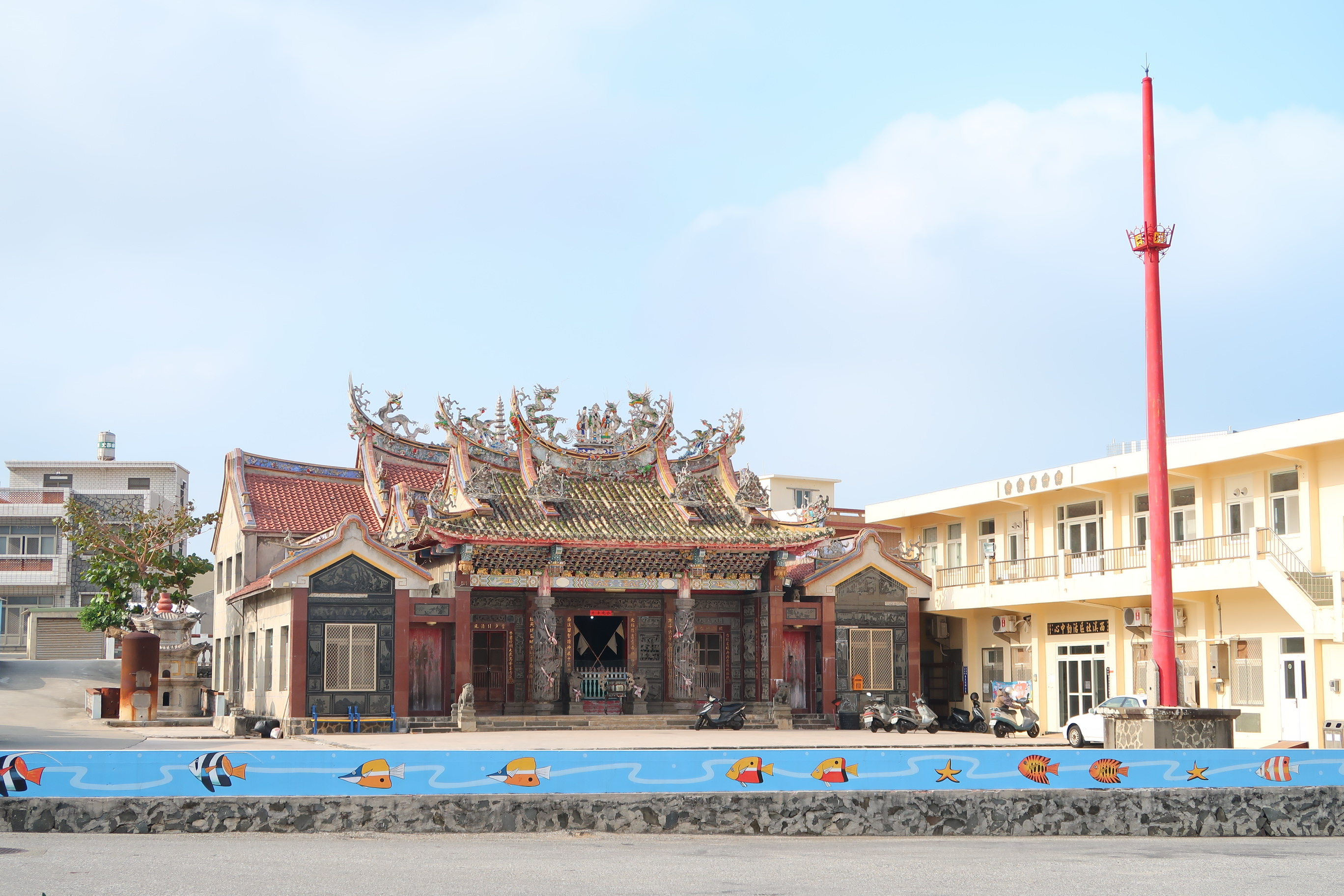
西溪北極殿廟埕與旗桿座。

西溪北極殿為閩南式風格的建築，由後窟潭出身知名建築師謝自南（1907年－1990年）設計於民國56年（1967年），屋頂兩側燕尾脊以鳳凰花草為飾，三川殿則以傳統的綠色琉璃瓦鋪蓋，門口部分的石堵則以澎湖玄武岩為建材，門堵兩側所雕刻題材皆為傳統祥獸，如在裙堵和腰堵雕作麒麟、孔雀，身堵則雕三國演義，門楣處雕八仙和雙龍搶珠之題材。:144

## 旗桿
澎湖縣寺廟凡祀奉「王爺」或「將軍」以上的主祀神明，才可豎立旗桿，全湖西鄉僅五座宮廟有設立旗桿，西溪北極殿係其中之一。根據村民陳根条與呂其瑞補充，該旗桿曾在民國57年（1968年）更換過、民國75年（1986年）因韋恩颱風帶來暴風閃電，致使旗桿受損，於是風災過後便豎立不鏽鋼製的旗桿與斗旗桿座，同時也是全澎湖第一根不鏽鋼製的廟宇旗桿。:66、140

## 神像

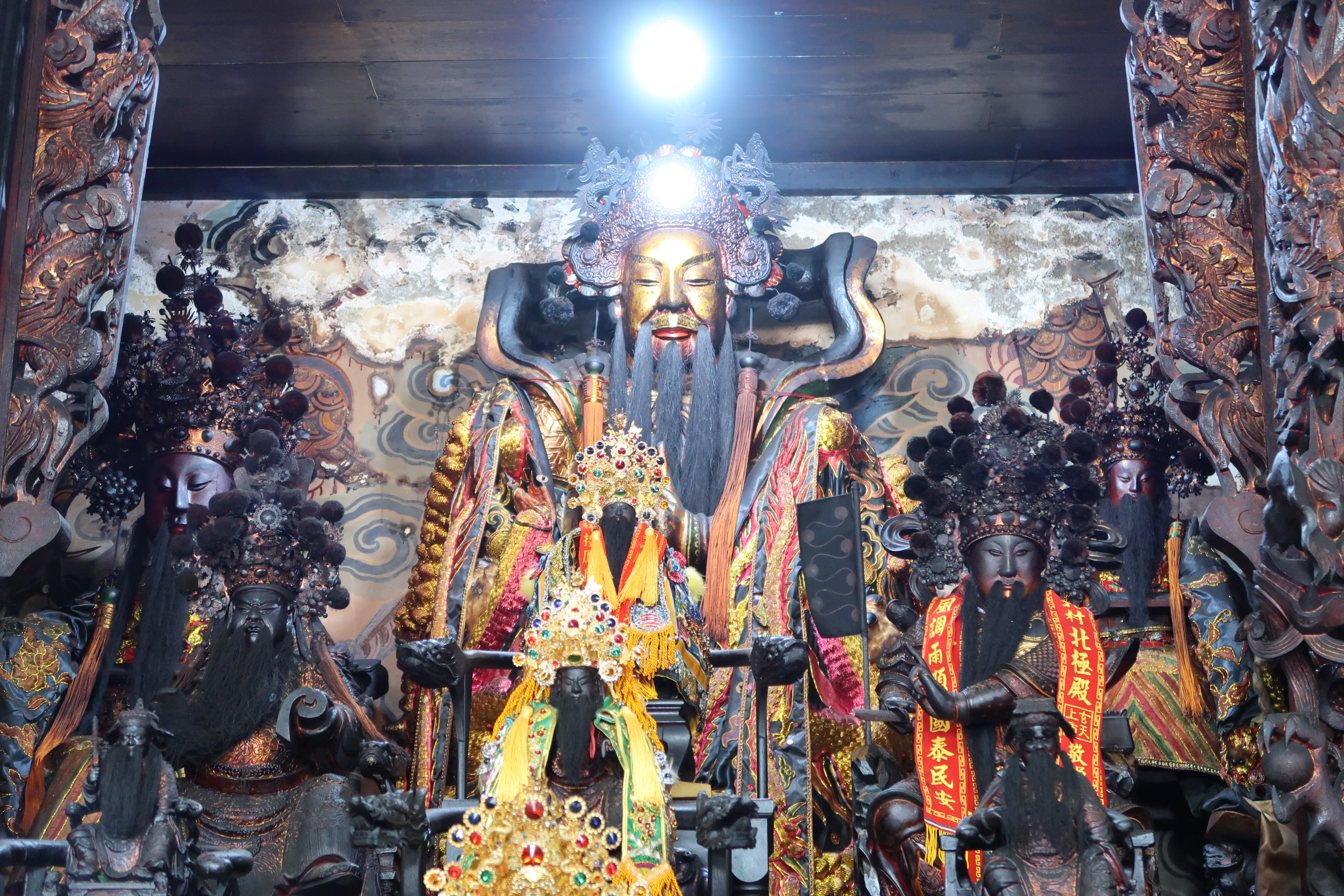
高達105公分的玄天上帝像（上帝公）

相傳西溪村與紅羅村（昔稱紅羅罩）因地理位置相鄰，便在紅羅村處建兩村共祭祀「上帝公」的公廟，逢神誕過節，祭典活動皆由兩村居民輪流操辦。
由於紅羅村大多居民以「泥水匠」為業，習慣以「畚箕」裝東西，所以每逢祭祀結束後，便將牲禮、糕粿在在畚箕上，交送至西溪村；多以「打石」為業的西溪村民認為畚箕是專門裝填汙穢之物，對紅羅村此舉暗暗不快，而紅羅村則認為所有放牲禮的畚箕都是全新且乾淨的，何來髒污之說？兩村遂生心結，長久之後，西溪村不願再與紅羅村合祀，乾脆自建村廟。
兩村因同祀「上帝公（玄天上帝）」，祭典活動往往同日，位置又近，神明出巡遶境時便容易相遇。西溪村民有次抬自家上帝公像出巡時，也撞見紅羅村民抬神像出巡，便開口訕笑對方的上帝公神像規格小，只是尊「帝公仔囝」；紅羅村民不甘示弱，立即雕作一尊更大的神像，下次出巡時當即回諷西溪村拜的是「帝公仔孫」；兩村於是開始展開神尊大小的明爭暗鬥，西溪北極殿的上帝公金身到達三尊（含玄天二帝與玄天三帝則共有五尊），最大一尊玄天上帝高達105公分。:137

## 祭祀組織
西溪村祭祀圈分布成四個甲頭，分別為「頭甲」、「二甲」、「三甲」和「尾甲」，其中以二甲人口數最多。西溪另有兩座分靈至高雄市的廟宇，分別是鼓山北極殿、高西北極殿。:138、144
西溪北極殿文獻可考神職人員，分為「武壇」與「文壇」，「武壇」有乩童、小法，而「文壇」即「善堂」，又稱「鸞堂」，乃以乩筆沙盤書寫文字的形式進行扶鸞。:25、47「文壇」首先於民國36年（1947年）年間，有高義、高性、陳武、陳地、高天來、鄭保耀、陳廷發等人倡議在北極殿設置善堂，並於民國38年（1949年）正式開辦，結社社名「宮善社」，堂號「玉善堂」，正鸞手為江成、陳乞和王得勝三人，合著有善書《玉書寶鑑》一冊，現已不存。:139
「武壇」的乩童屬玄天上帝所有，計有六名：王善、王得勝、陳乞、陳水銀、高賜正與陳福德，名單偶與「文壇」重複。「武壇」另存小法系統，現今可考負責指導小法的「法師長」悉憑陳根条記憶所及：第一屆、第三屆和第四屆皆為倪石頭、第五屆陳廷發、第六屆至第八屆為洪石追、民國60年（1971年），洪合義出任第九屆法師長，後第十至十一屆資料從缺。:139-140
第十二屆起，民國99年（2010年）由丁文楷擔任指導法師，協助法師有陳根条與洪志忠，小法共計12名，其職責分布全由擲筶產生，中營－李庭安、東營－甄亮璽、副領令－甄亮譽、領令－陳履恩、北營－陳家有、西營－倪坤山、中營－高旻駿、東營－高旻陞、副令－陳志宇、副令－陳志歆、南營－洪琳鴻、領令－蕭智元。:140

## 圖輯

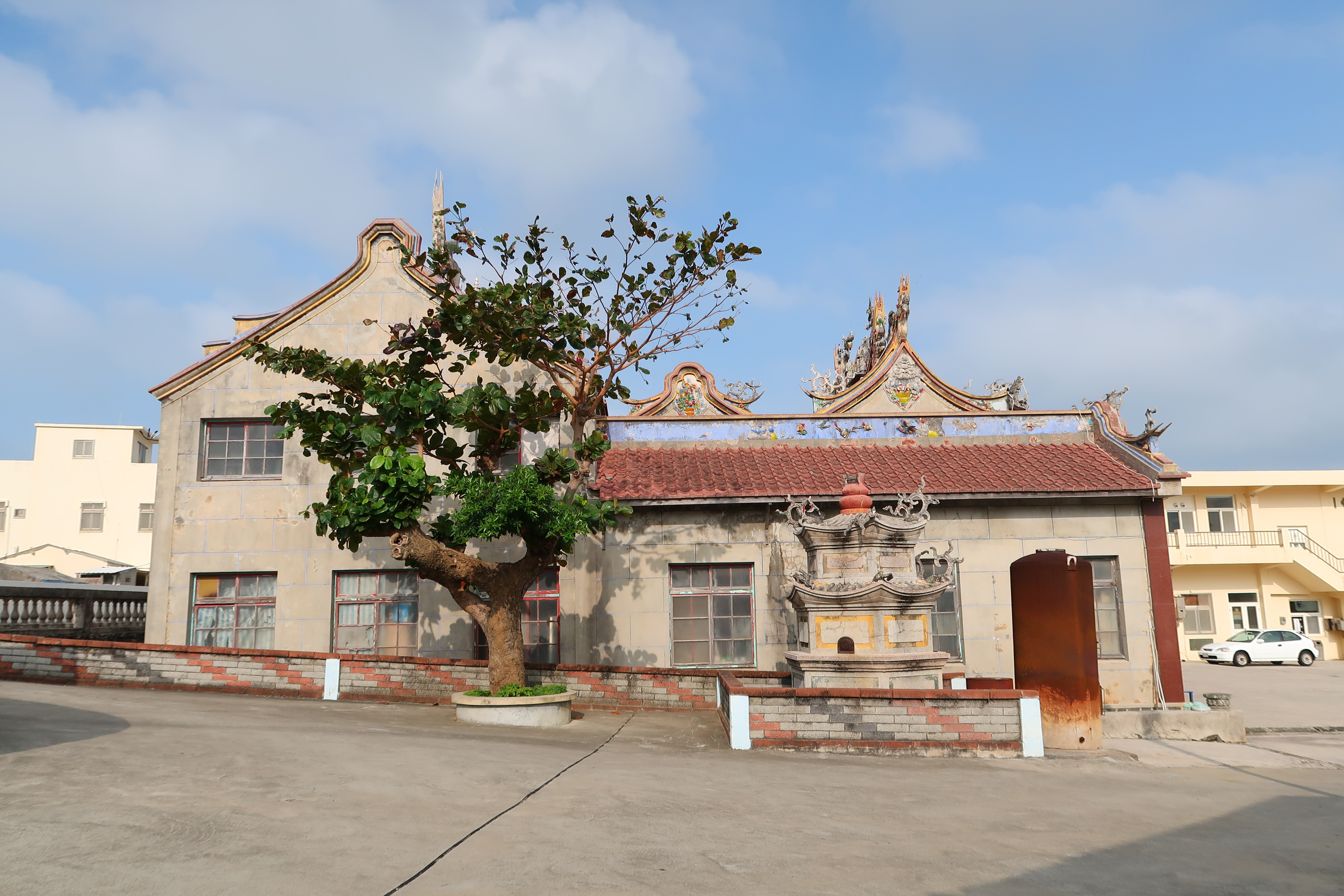
廂房古木
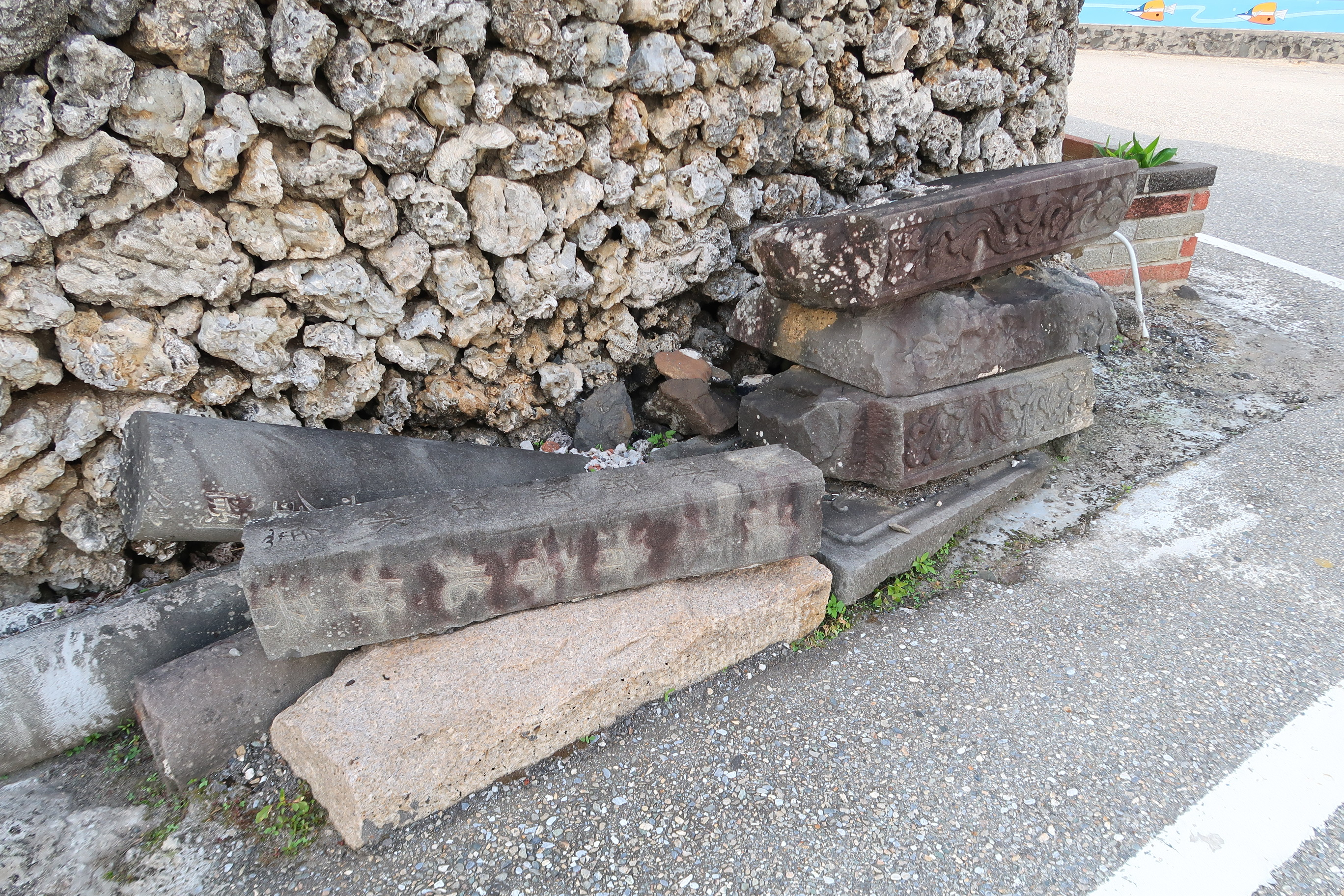
棄置石柱楹聯
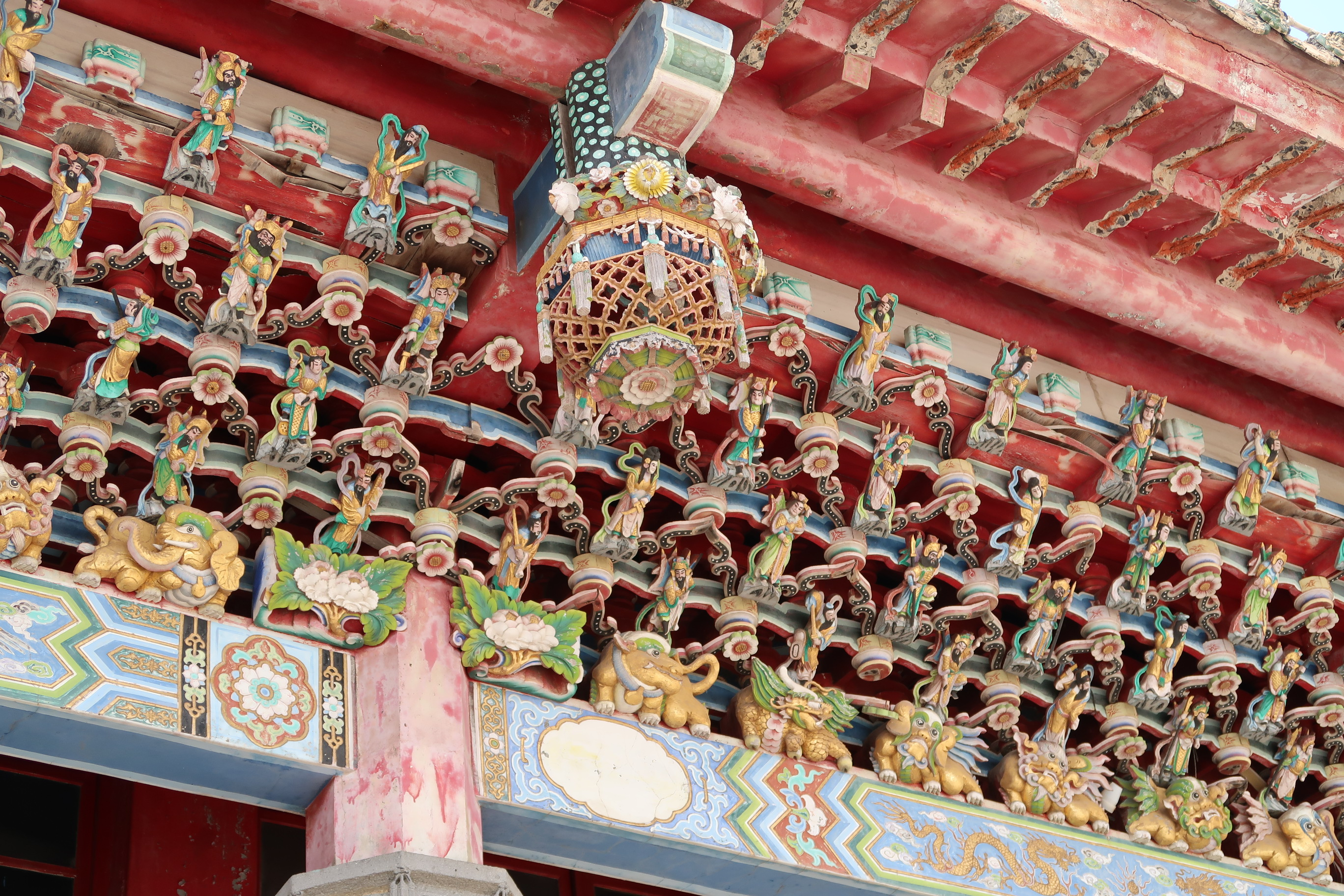
垂花木雕
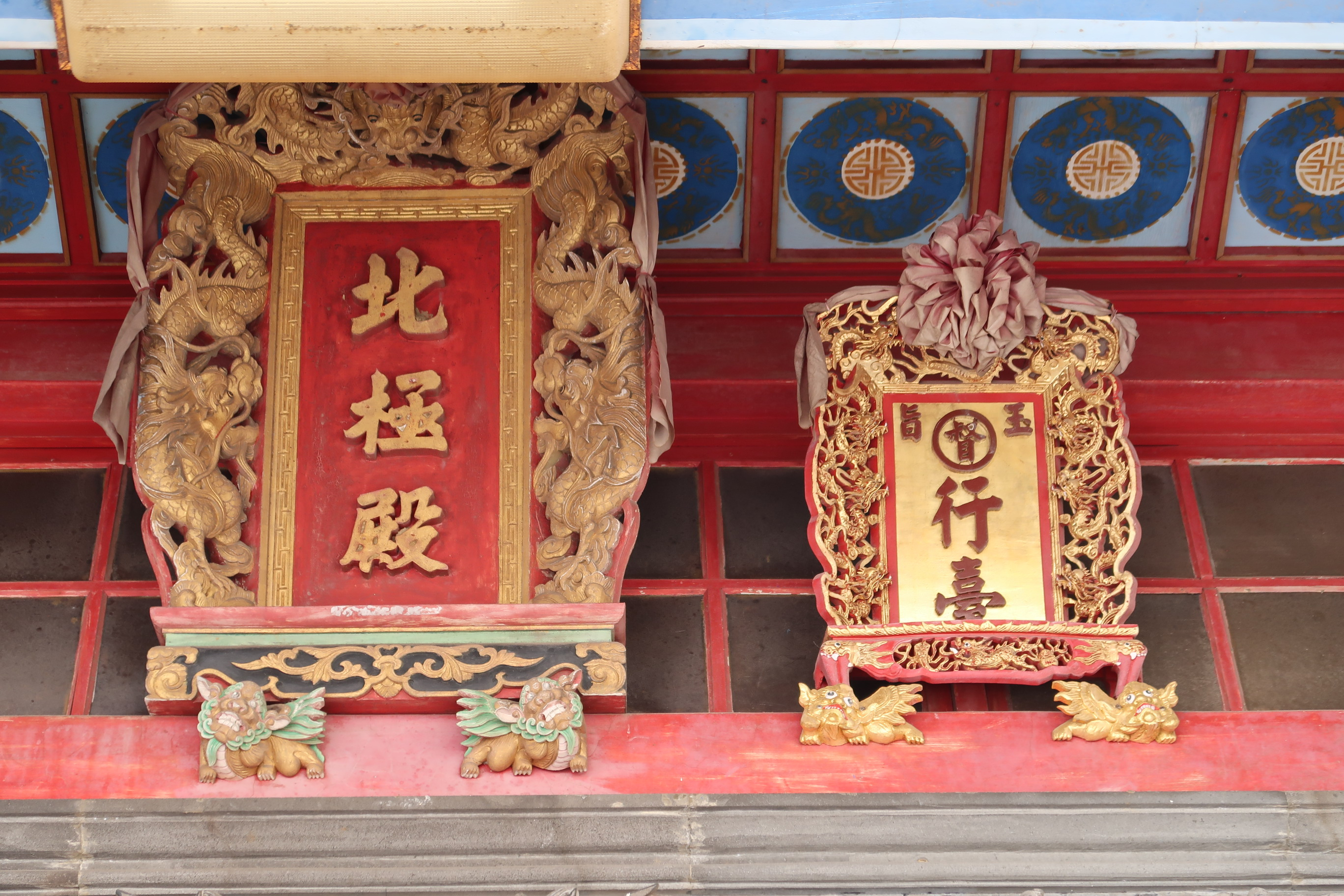
殿匾與玉旨牌
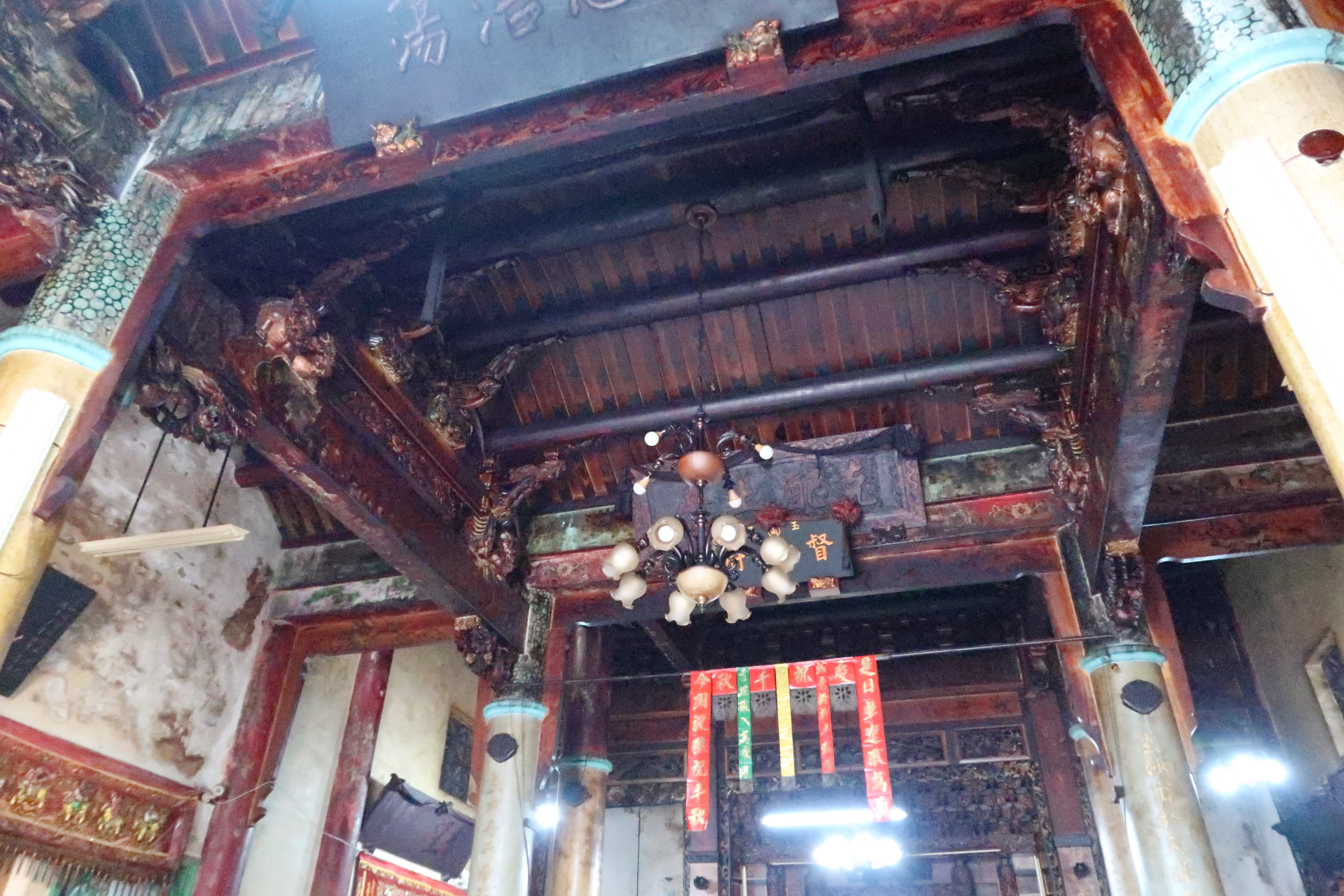
屋頂木雕
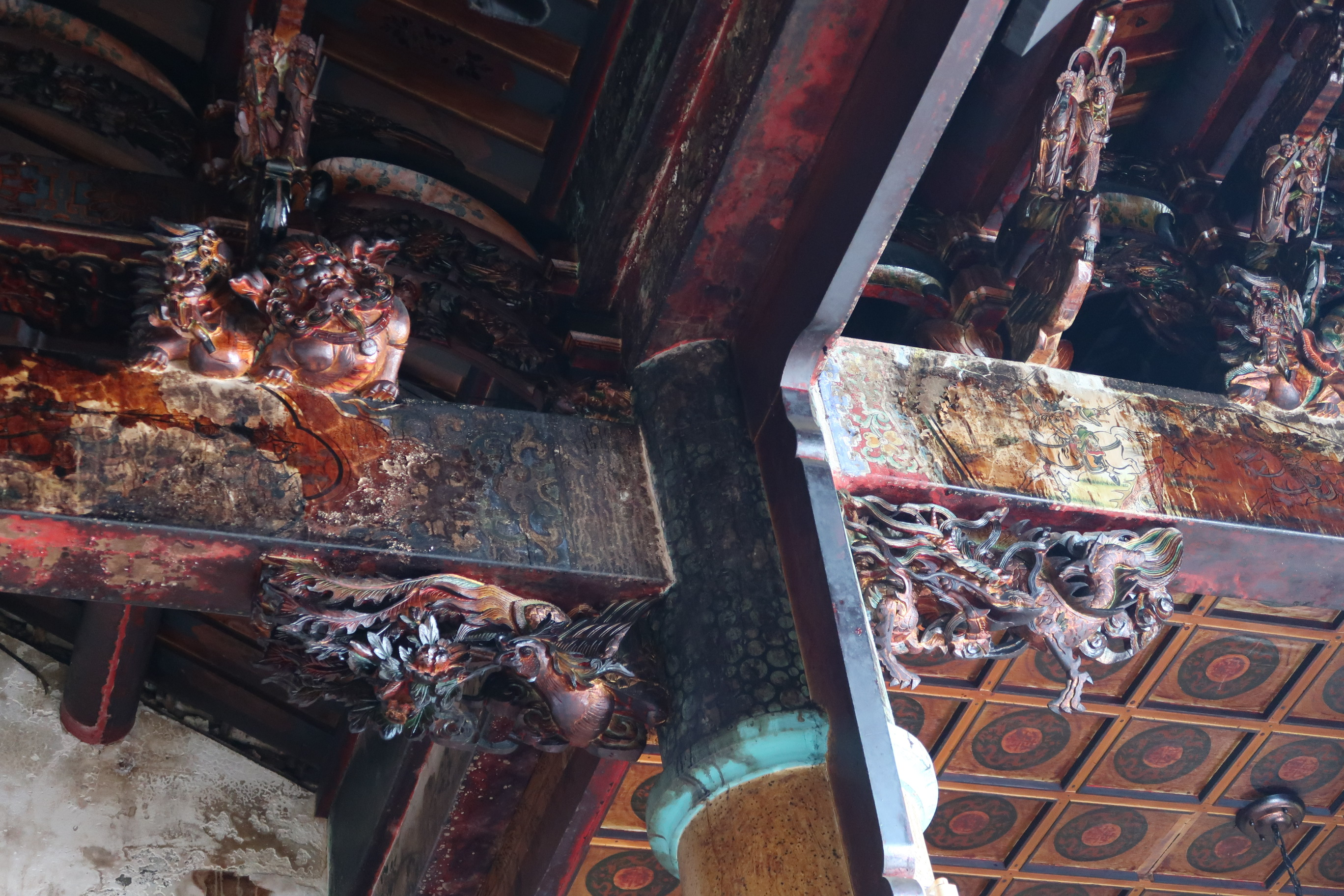
步通、獅座木雕
三川殿
中壇元帥等
主神神龕
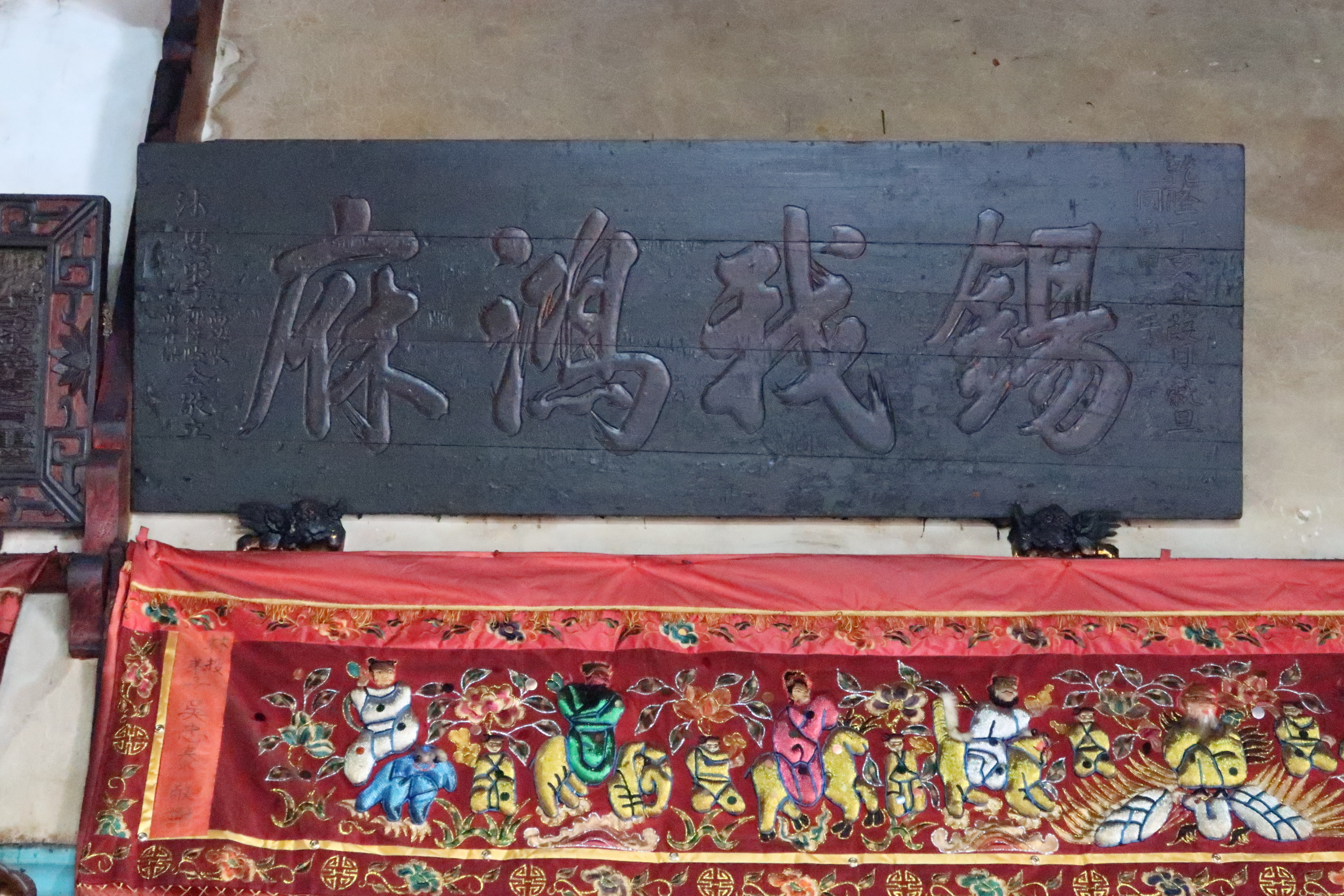
錫我鴻庥匾

## 外部連結
- 西溪北極殿的Facebook專頁

23°35′02″N 119°38′19″E / 23.583786°N 119.638691°E